# Comandante de la Fuerza Aérea Centro
El Comandante de la Fuerza Aérea Centro (Luftwaffen-Befehlshaber Mitte) fue una unidad de la Luftwaffe durante la Segunda Guerra Mundial.

## Historia
Formada el 24 de marzo de 1941 en Berlín-Wannsee desde el Stab/I Cuerpo Antiaéreo. El 5 de febrero de 1944 fue reasignada a la Flota Aérea Reich.

## Comandantes
- Coronel general Hubert Weise – (24 de marzo de 1941 – 23 de diciembre de 1944)
- Coronel general Hans-Jürgen Stumpff – (23 de diciembre de 1944 – 3 de febrero de 1944)

### Jefes de Estado Mayor
- Coronel Wolfgang Pickert – (24 de marzo de 1941 – 24 de mayo de 1942)
- Mayor general Walter Boenicke – (18 de junio de 1942 – 31 de octubre de 1943)
- Mayor general Sigismund Freiherr von Falkenstein – (1 de noviembre de 1943 – 3 de febrero de 1944)

## Bases
| 24 de marzo de 1941 – 5 de febrero de 1944 | Berlín-Wannsee |

Controlando las siguientes unidades durante la guerra
- XII Cuerpo Aéreo – (1 de agosto de 1941 – 15 de septiembre de 1943)
- I Cuerpo de Caza – (15 de septiembre de 1943 – 5 de febrero de 1944)
- 10° División Aérea – (enero de 1943 – enero de 1944)
- 1° División de Caza Nocturno – (24 de marzo de 1941 – 1 de agosto de 1941)
- 30° División de Caza – (septiembre de 1943 – febrero de 1944)
- Comando Aére de Caza Centro – (1 de septiembre de 1941 – diciembre de 1941)
- Comando Aéreo de Caza Alemania Central – (1942)?
- I Comando Administrativo Aéreo – (1 de enero de 1943 – 5 de febrero de 1944)
- III Comando Administrativo Aéreo – (24 de marzo de 1941 – 5 de febrero de 1944)
- IV Comando Administrativo Aéreo – (24 de marzo de 1941 – noviembre de 1941)
- VI Comando Administrativo Aéreo – (24 de marzo de 1941 – 5 de febrero de 1944)
- VII Comando Administrativo Aéreo – (24 de marzo de 1941 – 5 de febrero de 1944)
- VIII Comando Administrativo Aéreo – (1 de enero de 1943 – 5 de febrero de 1944)
- XI Comando Administrativo Aéreo – (24 de marzo de 1941 – 5 de febrero de 1944)
- XII Comando Administrativo Aéreo – (24 de marzo de 1941 – 5 de febrero de 1944)
- XVII Comando Administrativo Aéreo – (1 de enero de 1943 – 5 de febrero de 1944)